# 吸血鬼猎人巴菲
《吸血鬼猎人巴菲》（英語： Buffy the Vampire Slayer，又譯《捉鬼者巴菲》）是一部風靡美國的電視影集，由1997年三月十號開播，至2003年五月二十號全劇播畢。這部戲是由作家兼導演喬斯·溫登所創造，他十分擅長描述與突變體或異形有關的故事。影集描述女主人公巴菲·安妮·萨莫斯（Buffy Anne Summers，由莎拉·蜜雪兒·吉蘭飾演），一位被命運選中的女孩與吸血鬼、惡魔，以及黑暗勢力對抗的過程。如同以往的所有剋星，巴菲有一位Watcher陪在身旁領導並訓練她；而不同於其他剋星的是巴菲擁有一群忠實的朋友，他們被稱為"Scooby Gang"
這部影集通常在首播時有兩百萬到四百萬不等的觀眾。儘管這樣的收視率低於四大聯播網(ABC、NBC、CBS、Fox)上成功的節目，但對較新又較小的WB電視網而言此戲是很成功的。這部戲好評不斷，並在《電視指南》的史上最佳五十部電視節目中排行第41。

## 场景及故事大纲

### 布景及摄制地点
主場景：太陽谷, 地獄口
影集大部分的拍攝地點都位在加州的洛杉磯。
故事的背景是在一個虛構的加州小鎮太陽谷(相似於聖塔芭芭拉)，而太陽谷高中就坐落在地獄口－惡魔王國的入口之上。
在學校圖書館地底的地獄口與許多邪惡生物及超自然現象有關連。
這個設定除了可以作為開放式結局外，喬斯·溫登將地獄口放在中學有暗喻"中學就像地獄"，在是整個影集中主要的暗喻之一。
劇中的中學在前三季實際拍攝地點是加州多倫司的多倫司高中。
這間學校也被用在其他的節目及電影中，比較知名的有：
飛越比佛利，魅力四射，窈窕美眉(可以解釋為什麼SMG會在這部片中的餐廳出現)*(註一)
以及搞笑電影"非常男女"。
除了中學及圖書館，在這裡取景的還包括了墓園、一家夜總會(Bronze)及影集中許多角色在不同時期住進過的巴菲家。

### 灵感和暗喻
在第一季時喬斯·溫登將這齣戲描寫為"甜蜜芳心"遇上"X檔案"，"甜蜜芳心"關注於描寫青少年的焦慮，相反的"X檔案"的故事則是超自然的怪物。
隨著劇情前進，喬斯·溫登認為次文化電影"慧星之夜"對劇情有著非常大的影響，且"X戰警"中的"幻影貓"對巴菲這個角色有著重大的影響。
非官方公式書的作者Dusted指出戲中經常出現混和、借用了之前恐怖小說、電影、短篇故事的元素以及民間傳說和神話。
Nevitt和Smith稱《魔法奇兵》使用大量的他者元素為"後現代歌德"。
舉例而言，第四季的Adam代表的是科學怪人，而在"Bad Eggs"(2x12)中則使用了"變形邪魔"這部電影等等。
《魔法奇兵》也包括了更深一層的含意及隱喻。
Whedon解釋"我們在寫劇本時對要表現出來的感情、政治、甚至是哲學都很謹慎的思考。
它不只有流行文化的現象，每一集都有一些更深層的含意在。"
學者Wilcox和Lavery提供了一些集數中把現實生活中的議題轉為超自然現象的暗喻的例子"在《魔法奇兵》的世界中，青少年所面對的問題變成了有形體的怪物，例如一個剝奪了女兒生活的母親(Witch, 1x03)，嚴厲的繼父成為了無心的機器(Ted, 2x11)，年輕的女同性戀害怕
她的本性是邪惡的(Goodbye Iowa, 4x14；Family, 5x06)，一個女孩在與看起來最善良的性發生關係後發現他其實是個怪物(Innocence, 2x14)。"
而吸血鬼Angel和巴菲的愛情也充滿了隱喻。
例如，他們一夜激情的代價是Angel的靈魂。SMG表示「這是最基本的隱喻，你跟一個男人發生關係後他就不再對你好了。」
女性主義的議題在面對厭惡女人的男性角色時特別的被凸顯。戲中表現的最明顯的角色，Warren 和 Caleb，都以恐怖的死法死於女英雄手下。
(Warren，第一次出現時是5x15，而後在第六季時不斷的想控制太陽谷，在6x19中拿槍企圖射殺巴菲，其中一顆流彈意外的殺死了Tara，讓Willow捉狂，Willow找到他後先是凌虐後把他燒成灰燼；
Caleb，第七季的魔頭之一，將把Xander的眼睛弄瞎的，最後被巴菲劈成兩半)

## 角色

### 主要人物
巴菲·安妮·薩莫斯(由莎拉·蜜雪兒·吉蘭飾演) 是所謂的"剋星"，一個被命運所選中與邪惡進行對抗的女孩。
這個神秘的召喚使她的體能大幅度的提升，包括耐力、靈活度、治癒的速度、直覺、並有著一定程度的預知能力，通常是預知夢。
巴菲從她的Watcher－Rupert Giles(Anthoy Stewart Head飾演)得到了許多指導。劇中鮮少提到名字(Rupert)的Giles是Watchers' Council的一員，負責訓練剋星。Giles 幫助巴菲搜尋有關惡魔的資料，提供他們的弱點及殺死他們的方法。
巴菲還有在太陽谷高中遇到的朋友幫助她：羅森博格(艾莉森·漢尼根飾演)及Xander Harris(Nicholas Brendon飾演)。
羅森博格一開始是個被排擠的書呆子。而儘管巴菲的個性活潑外向，卻因為身為剋星無法正常交友，兩個人都被人際關係所困擾隨著影集的進展，羅森博格變為果斷、力量強大的女巫、及同性戀。
Xander沒有特殊的能力，他能提供的是輕鬆的氣氛和更實際的意見。
巴菲和羅森博格是唯二個角色在144集中全部都出現的。Xander也只有一集未出現。

### 配角
這齣戲的角色隨著劇情而增加。一開始陪著巴菲到太陽谷的媽媽Joyce Summers(Kristine Sutherland飾演)代表了Scooby小組正常生活的錨。巴菲的妹妹Dawn Summers(蜜雪兒·雀柏格飾演)直到第五季才出現。
有著靈魂的吸血鬼Angel(大衛·伯瑞納飾演)是前三季中巴菲的曖昧對象。他最終離開了巴菲尋找救贖和彌補自己的罪。
他的故事在衍生影集Angel中繼續進行。
在太陽谷高中，巴菲遇到了幾個願意和她、羅森博格、Xander一起奮戰的同學。Cordelia Chase(Charism Carpenter飾演)是典型膚淺的啦啦隊長，不情願的被捲入事件中。Daniel"Oz"Osbourne，一個搖滾吉他手和狼人，在與羅森博格談戀愛後加入了Scooby Gang。Anya，一個專門幫被輕視女性復仇的復仇惡魔，在第四季失去了力量後成了Xander的女朋友，也加入了Scooby Gang。
第三季，巴菲高三時遇到了Faith(伊麗莎·杜什庫飾演)，第二個現任剋星。她是因為第二季裡前剋星Kendra Young被吸血鬼Drusilla殺死而被召喚的。雖然她最初是和巴菲和其他Scooby小組站在同一陣線的，但在意外的殺死了一個人類後轉向市長Richard Wilkins的陣容對抗巴菲等人。
巴菲其餘的盟友還有：
史派克(James Marsters飾演)，是Angelus的同夥，在早期是巴菲的主要敵人之一。然而最後他們成了同盟和戀人。最終，史派克取回了他的靈魂。史派克著名的是他那頭比利·愛多爾髮型的淡金髮和那件從前任剋星Nikki Wood偷來的破黑皮夾克。
Tara Maclay(Amber Benson飾演)則是在第四季時加入。她是Willow在第四季參加的女巫會會員之一，她們的友情最後轉為愛情。巴菲在第四季時與Riley Finn(Marc Blucas飾演)於公於私都有所牽扯。Riley是隸屬於"The Initative"的軍人，以高科技來獵捕惡魔。
巴菲也有許多不斷出現的角色。例如大魔王一定會出現至少一季(第五季的Glorificus在13集出現後，到第五季結束前都不斷出現)；同樣的，與Scooby Gang同盟的盟友也會多次出場。

## 剧情摘要

### 第一季 (1997)
第一季是"中學就像地獄"的典範。
巴菲才剛搬進太陽谷，希望能逃離她身為剋星的責任。但她新的Watcher－Ruper Giles卻不斷的提醒她邪惡的存在是無法被逃避的。在地獄口正上方的太陽谷高中是惡魔們的入口，容易引發各種超自然現象。Buffy在劇中遇到了兩個可以幫助她對抗邪惡的同學，但她們必須先阻止一個古老而強大的吸血鬼打開地獄口把地獄釋放到人間。

### 第二季 (1997-1998)
感情成分則在第二季加重。
巴菲和她的吸血鬼男友Angel發生關係，卻不知道這會將他被詛咒的靈魂消除。失去靈魂的Angel 再一次成為殘暴的兇手、企圖摧毀世界。巴菲被迫殺了他並精疲力盡的離開了太陽谷。

### 第三季 (1998-1999)
在洛杉磯嘗試過新生活後，巴菲依舊在第三季回到了太陽谷。她在這季中必須對抗反復無常的剋星、再次面對Angel，
和摧毀雖然和藹可親但絕對是邪惡的市長在畢業典禮上的陰謀。

### 第四季 (1999-2000)
第四季巴菲和Willow上了太陽谷的大學而Xander則去工作。Willow與另一個女巫談戀愛，而巴菲則與一名身為The Initiative－美國政府組成的秘密軍隊的成員約會。這隻軍隊原意是要幫忙除魔的，但其中一個計畫卻出了嚴重的錯。這一季起，喬斯·溫登開始同時監製其他影集。

### 第五季 (2000-2001)
在第五季，一個被流放的地獄之神為了能回到她的家鄉，尋找著所謂的「鑰匙」。而這個「鑰匙」被變為人類並成了巴菲的妹妹。地獄之神最後發現了這件事並綁架了Dawn。在最後一集中巴菲犧牲了自己以拯救世界。

### 第六季 (2001-2002)
巴菲的朋友們在第六季用了一個強大的咒語把巴菲帶回來。從天堂回來的巴菲在快餐點找了份工作。她的朋友們並沒有發現巴菲內心的混亂因為他們自己也各自有問題要面對：Xander在結婚典禮上落跑，Willow過度使用魔法。當Willow的女朋友被一個發狂的兇手殺害後，Willow無法克制的怒氣使她轉向黑暗。

### 第七季 (2002-2003)
最後一季中，巴菲復活後的不穩定提供了機會，讓The First Evil聚集強大的吸血鬼軍隊。Willow施展了一個咒語啟動世界上所有的預備剋星，而最後Scooby Gang也打敗了The First。

## 制作

### 缘起
編劇喬斯·溫登表示"Rhondal The Immoral Waitress是真正第一個具體化的概念，一個平凡無奇的女人成為不平凡的人的概念。"喬斯·溫登讓《魔法奇兵》顛覆了好萊塢"嬌小的金髮女郎在每部恐怖電影中都會走進暗巷然後被幹掉"的公式。喬斯·溫登"想要推翻那個印象並創造一個英雄。"他解釋："這部戲就是想要表現出女性力量的樂趣：擁有、使用、分享。"
這個概念第一次出現在喬斯·溫登1992年的電影劇本，魔法奇兵中。這部電影由Kristy Swanson主演。導演視此片為"關於人們如何看待吸血鬼的流行喜劇"，喬斯·溫登不同意"我寫的是關於擁有強大力量女人的恐怖電影，結果她們把他拍成喜劇片，真是毀了這部片。"這個劇本在業界頗受好評，但電影則不然。
幾年後，Gail Berman，一位Sandollar製作公司的主管邀請喬斯·溫登將他的《魔法奇兵》劇本發展為電視影集。喬斯·溫登表示"他們問『你想要做個節目嗎？』我就想『高中恐怖電影』所以這個隱喻就變成《魔法奇兵》的中心概念。"影集裡面的超自然元素也成為暗喻青春期和成人期前期的個人焦慮。喬斯·溫登寫了25分鐘未上映的試播劇本，最後被WB電視網買下。之後WB在宣傳時使用了一系列的剋星歷史影片，第一集正式於1997年三月十日播映。

### 执行制片
喬斯·溫登在影集播映時在片頭名單被稱為執行製作人的身份。而在前五季(1997-2001)時他也同樣是節目執行者(同時為主編劇及負責製作的各部門)。 Marti Noxon在第六及第七季時(2001-2003)接管了節目執行，但喬斯·溫登依然負責寫劇本和導演《魔法奇兵》同時的企畫如Angel，Fray及" 衝出寧靜號"。Fran Ruble Kuzui和她的丈夫，Kaz Kuzui同樣被列為執行製作，但地位較輕。他們的權利及版稅是特許的，因為他們負責製作和指導電影版的《魔法奇兵》。

### 剧本
劇本編寫是由喬斯·溫登在1997年成立的製作公司Mutant Enemy進行。大部分的劇本出自於：Steven S. DeKnight, Jane Espenson, David Fury, Drew Goddard, Drew Greenberg,Rebecca Rand Kirshner, Marti Noxon 及Doug Petrie.
Jane Espenson解釋過劇本是如何形成的。
首先編劇們討論巴菲面對的感情議題及她該如何經由與邪惡超自然力量的對抗\面對這些議題。然後一集的故事會被分成不同的場景。廣告空檔被設計為主要用來激起觀眾的好奇心，好讓他們能繼續在廣告後收看這集。
編劇們共同用武打場面填滿場景，讓故事更豐富。他們在一個白板上寫了對每個場景簡短的描寫並標記出工作進度。一旦確定了空檔，負責這集的編劇就寫出這集的大綱並交給喬斯·溫登或Noxon檢查。通過檢查後編劇通常會經過好幾次的改寫寫出完整的劇本，最後節目執行製作會再稍做修改。
最後的文稿就是拍攝劇本。

### 演员遴选
女主角由莎拉·蜜雪兒·吉蘭飾演，她曾在Swans Crossing中扮演Sydney Rutledge及在All My Children中演出Kendall Hart。1995年，18歲的莎拉·蜜雪兒·吉蘭已經靠著一部影集獲得一座日間艾美獎(Daytime Emmy Award)的新世代女主角表現突出獎。1996年她在為期一週的試演時曾是Cordelia Chase這個角色的第一選擇。
Anthony Stewart Head在這之前就已經是在多產的演員和歌手，但他最有名的作品是和Sharon Maughan合作的一系列12個雀巢金牌咖啡廣告。他接演了Rupert Giles這個角色。
不同於其他Buffy的固定角色，Nicholas Brendon在決定投入戲劇以克服他的口吃前幾乎沒有演戲的經驗，只有做過不同的零工－包括製作助理，水管工，幫獸醫打雜，食物外送，文件外送，日間輔導及服務生。
艾莉森·漢尼根是四個主要角色中最晚決定的。在"我的繼母是外星人"的角色後，艾莉森在1990年早期出現在各電視廣告上和擔任電視劇的配角。
最初在1996年未上映的試播節目中羅森博格這個角色是讓Riff Regan飾演，但在確定會上映並重新徵選角色後，Hannigan參加了羅森博格這個角色的徵選。
她在一次訪問中談到當時試鏡時對某個場景的表現方式：「羅森博格告訴巴菲她小時候有人把她的芭比娃娃通通拿走了，
巴菲問她有沒有把娃娃拿回來，羅森博格的台詞是"大部分。"而我覺得要把它表現的很快樂。我很開心她把大部分的娃娃拿回來了。這就是我怎麼演那場戲的。它幫忙定義了這個角色。」她的想法隨後幫她贏得了這個角色。

## 剧集资讯

### DVD发行
| DVD                                       | Release Date   | Release Date   | Release Date   |
| DVD                                       | U.S.           | UK             | Australia      |
| ----------------------------------------- | -------------- | -------------- | -------------- |
| The Complete First Season                 | 2002年1月15日  | 2000年11月27日 | 2000年11月20日 |
| The Complete Second Season                | 2002年6月11日  | 2001年5月21日  | 2001年6月15日  |
| The Complete Third Season                 | 2003年1月7日   | 2001年10月29日 | 2001年11月22日 |
| The Complete Fourth Season                | 2003年6月10日  | 2002年5月13日  | 2002年5月20日  |
| The Complete Fifth Season                 | 2003年12月9日  | 2002年10月28日 | 2002年11月29日 |
| The Complete Sixth Season                 | 2004年5月25日  | 2003年5月12日  | 2003年4月20日  |
| The Complete Seventh Season               | 2004年11月16日 | 2004年4月5日   | 2004年5月15日  |
| The Chosen Collection (Seasons 1–7)       | 2005年11月15日 | —              | —              |
| The Complete DVD Collection (Seasons 1–7) | —              | 2005年10月31日 | 2005年11月23日 |

## 脚注及出典
All links retrieved and checked as of 2006年12月22日 or after.